# Meru Central
Meru Central är ett av Kenyas 71 administrativa distrikt, och ligger i provinsen Östprovinsen. År 1999 hade distriktet 498 880 invånare. Huvudorten är Meru.